# Chelidon
Koordinaten: 36° 15′ N, 30° 25′ O
Der Chelidon (altgriechisch Χελιδών „Schwalbe“) (heute Markiz Dağ) war in der antiken Geographie ein Gebirgsmassiv zwischen Lykien und Pamphylien an der Südküste der heutigen Türkei.
Das dem Gebirgsmassiv vorgelagerte Kap hieß Chelidonion (heute Yardımcı Burnu oder Gelidonya Burnu). Andere Namen waren Hiera Akra („heiliges Kap“) oder auch Tauri promontorium („Kap des Taurus“). Das Kap markiert den westlichsten Punkt des Golfs von Antalya. Vor dem Kap lagen die Chelidonischen Inseln (heute Beş Adalar) Korydela und Melanippeia.